# Valsequillo de Gran Canaria
Valsequillo de Gran Canaria település Spanyolországban, Las Palmas tartományban. Valsequillo de Gran Canaria Agüimes, San Bartolomé de Tirajana, Vega de San Mateo, Santa Brígida, Telde és Ingenio községekkel határos. Lakosainak száma 9768 fő (2024).

## Népesség
A település népessége az elmúlt években az alábbi módon változott:
| Lakosok száma | 8139 | 8498 | 8853 | 9067 | 9157 | 9233 | 9191 | 9340 | 9490 | 9768 |
|               | 2001 | 2004 | 2007 | 2009 | 2012 | 2014 | 2017 | 2019 | 2022 | 2024 |